# Le Voyage en Brésil
Pour plus de détails, voir Fiche technique et Distribution.
Le Voyage en Brésil ou Le Voyage au Brésil est un film français inachevé réalisé par Henri-Georges Clouzot, tourné en 1950.

## Fiche technique
- Titre : Le Voyage en Brésil
- Autre titre : Le Voyage au Brésil
- Réalisation : Henri-Georges Clouzot
- Pays d'origine : France
- Date de sortie : 1950